# 尚布利
尚布利（法語：Chambly，發音：[ʃɑ̃bli]），法国北部城市，上法兰西大区瓦兹省的一个市镇，隶属于桑利斯区，其市镇面积为12.87平方公里，2022年1月1日时人口数量为9,909人，在法国市镇中排名第1,052位（2022年）。
尚布利位于瓦兹省南部，南侧与瓦兹河谷省接壤，是一个区域性的中心城市，多条公路在此交汇。尚布利因当地的同名足球俱乐部而闻名，后者曾进入2018年法国杯半决赛。

## 地名来源
“Chambly”一名的来源尚缺乏官方解释。

## 历史

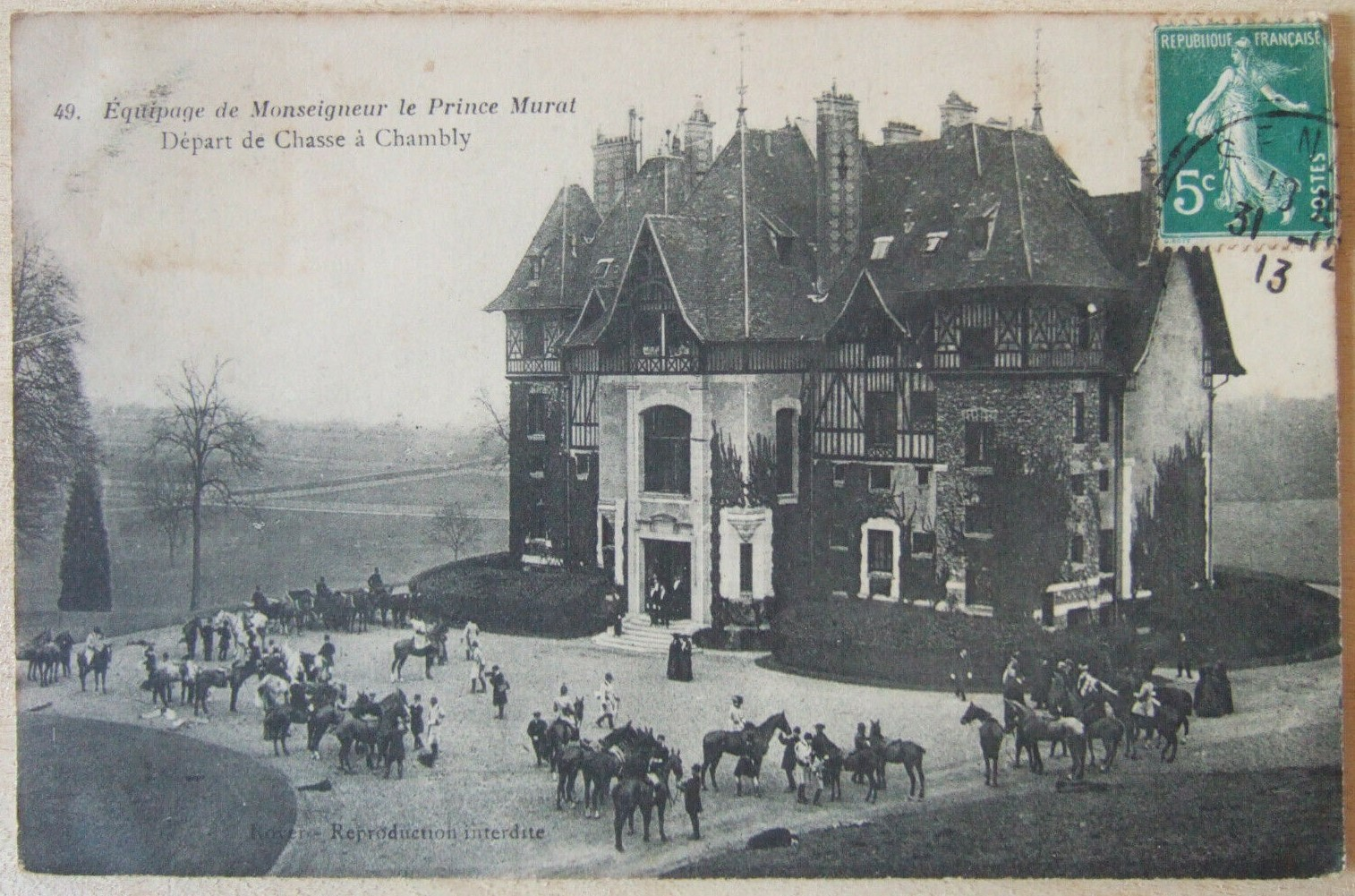
十九世纪末的尚布利城堡

尚布利的早期历史尚不清楚。根据当地官方网站的论述，尚布利自公元六世纪时形成聚落，公元九世纪时该地曾遭到诺曼人的骚扰。中世纪中期，尚布利为博蒙伯爵（Comtes de Beaumont）的一处领地，彼时该地周边大片区域被开辟为农业种植园。公元十一世纪时，尚布利领主戈捷二世（Gauthier II de Chambly）成为莫城主教，他此后开辟了尚布利家族。1103年，路易六世占领并烧毁了尚布利。1248年，路易九世资助修建了尚布利圣母教堂。英法百年战争期间，勃艮第公爵曾两次占领尚布利。1701年，法蘭索瓦-路易·德·波旁-孔蒂曾获得尚布利。十八世纪中期，尚布利在一场节日中不慎发生火灾，当地大批建筑被毁。法国大革命后，尚布利成为瓦兹省的一个市镇，并在1793至1800年为该省的一个县治。工业革命期间，途径尚布利的巴黎—博韦铁路建成通车。一战期间，法国军队在尚布利火车站附近修建新磨坊机车厂，战后该区域改建为铁路工人社区。自二十世纪中后期以来，得益于巴黎的城市扩张及通勤列车的开行，尚布利的人口数量逐年增加。

## 地理

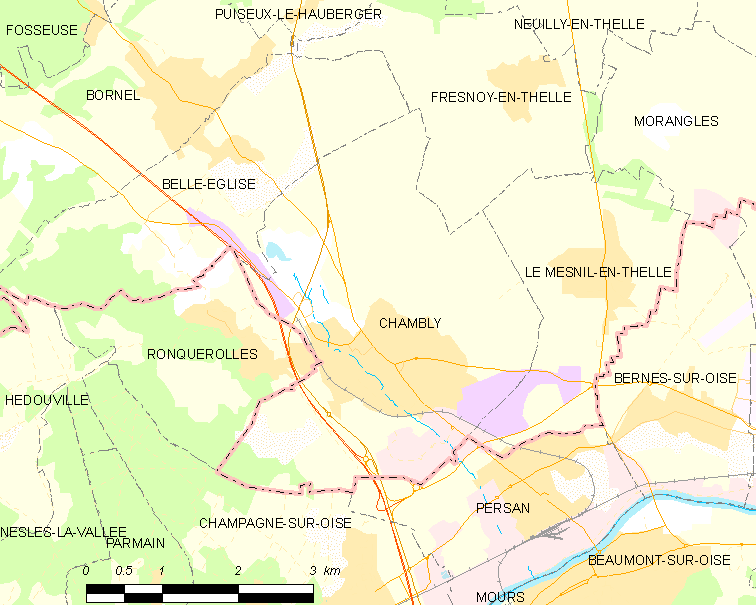
尚布利市镇范围地图

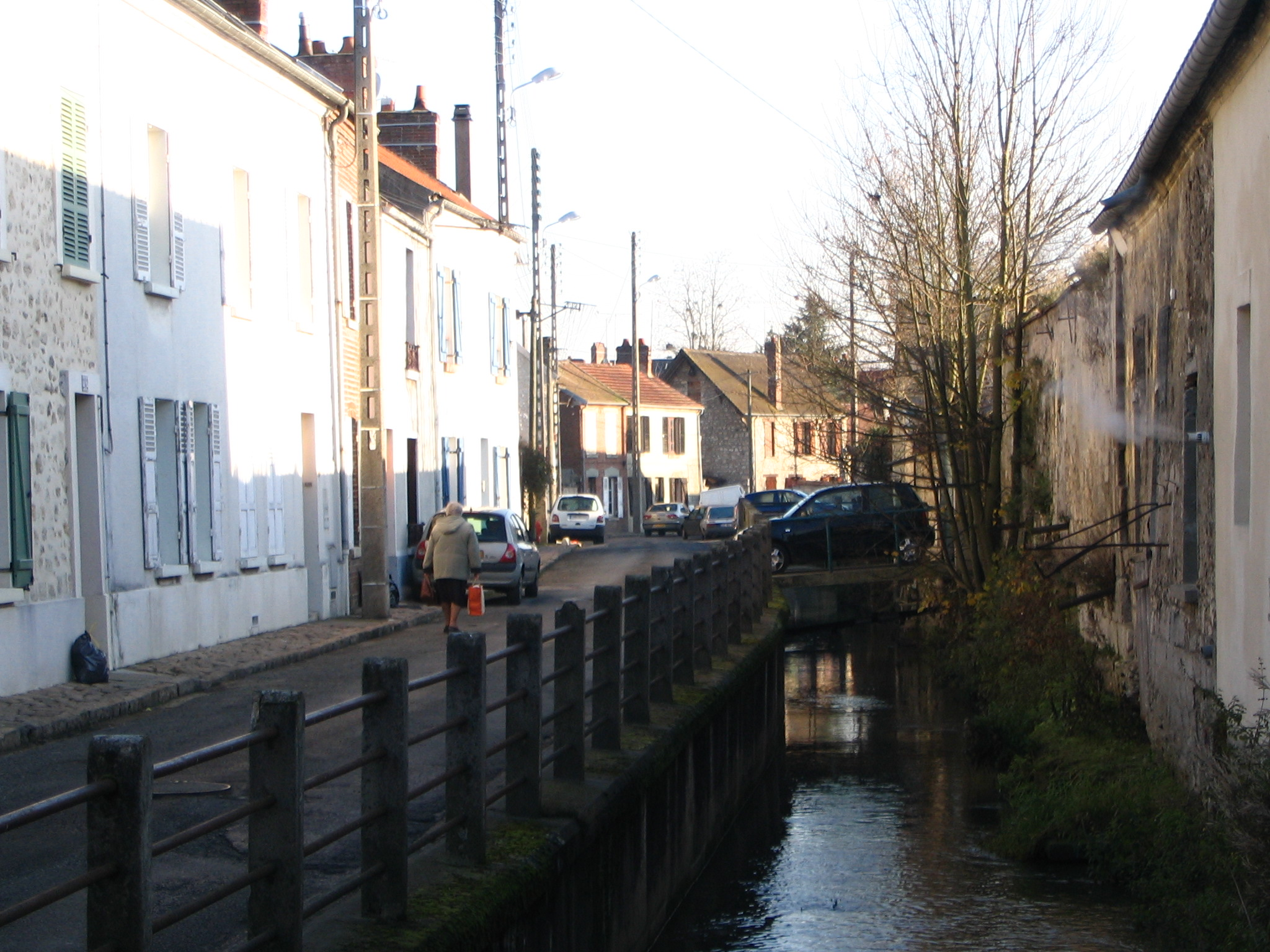
流经尚布利镇中心的库瓦农溪

尚布利位于法国北部，上法兰西大区南部和瓦兹省南部，距离省会博韦大约36公里。与尚布利接壤的市镇包括：贝勒埃格利斯、瓦兹河畔香槟、泰勒地区弗雷努瓦、泰勒地区勒梅尼勒、佩尔桑和龙克罗勒。

### 地形
尚布利位于博韦西地区南部，境内以平原和浅丘为主，市镇中心地势较为平坦，西南边界地势较高，全境海拔在32到140米之间。

### 水文
尚布利位于塞纳河流域范围内，埃什河自西北向东南流经镇中心，其左岸支流库瓦农溪（ruisseau de Coisnon）在此与其交汇。

### 植被
尚布利属于温带阔叶混交林区，林地多分布于河流附近及坡地地带，镇中心的市府公园（Parc de la Mairie）和西北部的尚特梅斯公园（Parc Chantemesse）是当地主要的城市绿地。
在鲜花城市的评比中，尚布利被评为1星级鲜花城市。

### 自然灾害
尚布利的地震危险度等级为1级，属于极低危险；氡辐射等级为1级，属于低危险。1982至2025年4月间，尚布利境内共发生6次有记录的自然灾害，其中4次洪涝，1次干旱。

### 气候
尚布利在柯本气候分类法中属于温带海洋性气候（Cfb）。

## 行政区划
尚布利的市镇编号为60139，邮政编号为60230。
在行政管理方面，尚布利隶属于法国上法兰西大区瓦兹省桑利斯区；在地方选举方面，尚布利隶属于梅吕县，其市镇范围全境被划入瓦兹省第三选区；在社会管理方面，尚布利是泰卢瓦斯市镇公共社区的组成部分。
截至2025年4月，尚布利市镇范围内暂无任何安全优先街区及城市政策优先街区。
法国国家统计与经济研究所（简称“INSEE”）在进行数据统计时，将尚布利及相邻的另外5个市镇设为佩尔桑-瓦兹河畔博蒙城市核心区，并将包括尚布利在内的周边共1,926个市镇划为巴黎城市辐射区。此外，INSEE还将尚布利市镇分为了3个“块区”（IRIS），以便于统计人口分布情况。

## 交通

### 公路
A16高速公路经过尚布利镇中心西侧，另有瓦兹省省道D49线、D105线、D923线、D924线和D1001线在尚布利境内交汇。
2021年，80.6%的尚布利家庭拥有至少一辆私人汽车。2023年，尚布利境内共发生各类交通事故5起，造成5人受伤，其中2人重伤。
| 12 | 2 |

| 博韦 | 41 |

| 梅吕 | 15 |

| 佩尔桑 | 3.5 |

### 铁路

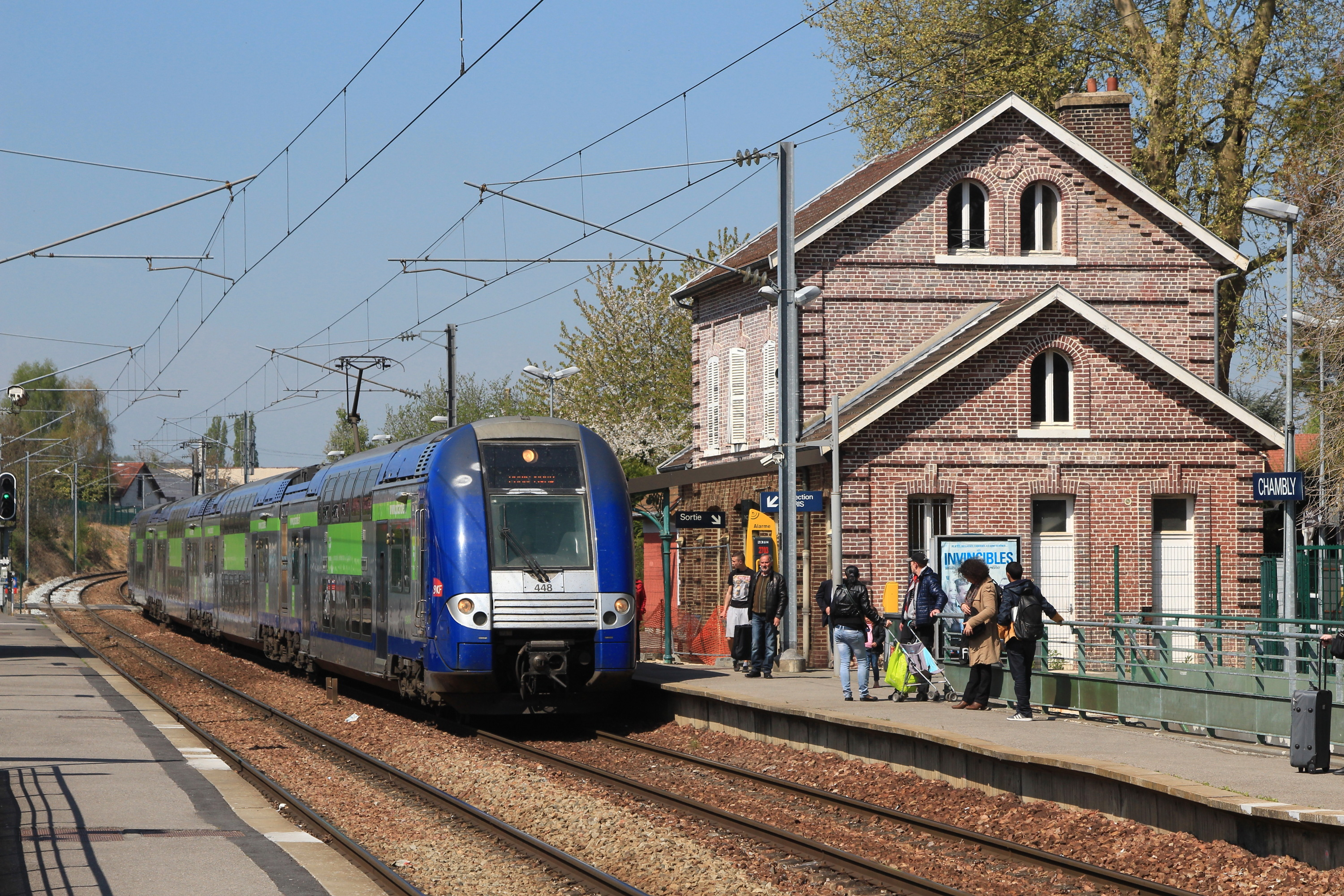
尚布利火车站

尚布利位于埃皮奈-维勒塔讷斯—勒特雷波尔-梅尔斯铁路上。尚布利站位于市区西南部，停靠往返于巴黎和博韦一线的区域列车。

### 航空
尚布利距离巴黎戴高乐机场的公路里程大约36公里。

### 城市公共交通
自2022年10月起，泰卢瓦斯市镇公共社区提供尚布利城市公共交通服务。截至2025年4月，该系统共包括1条公交线路，路网覆盖了尚布利市区内的主要街道和居民区。

## 政治

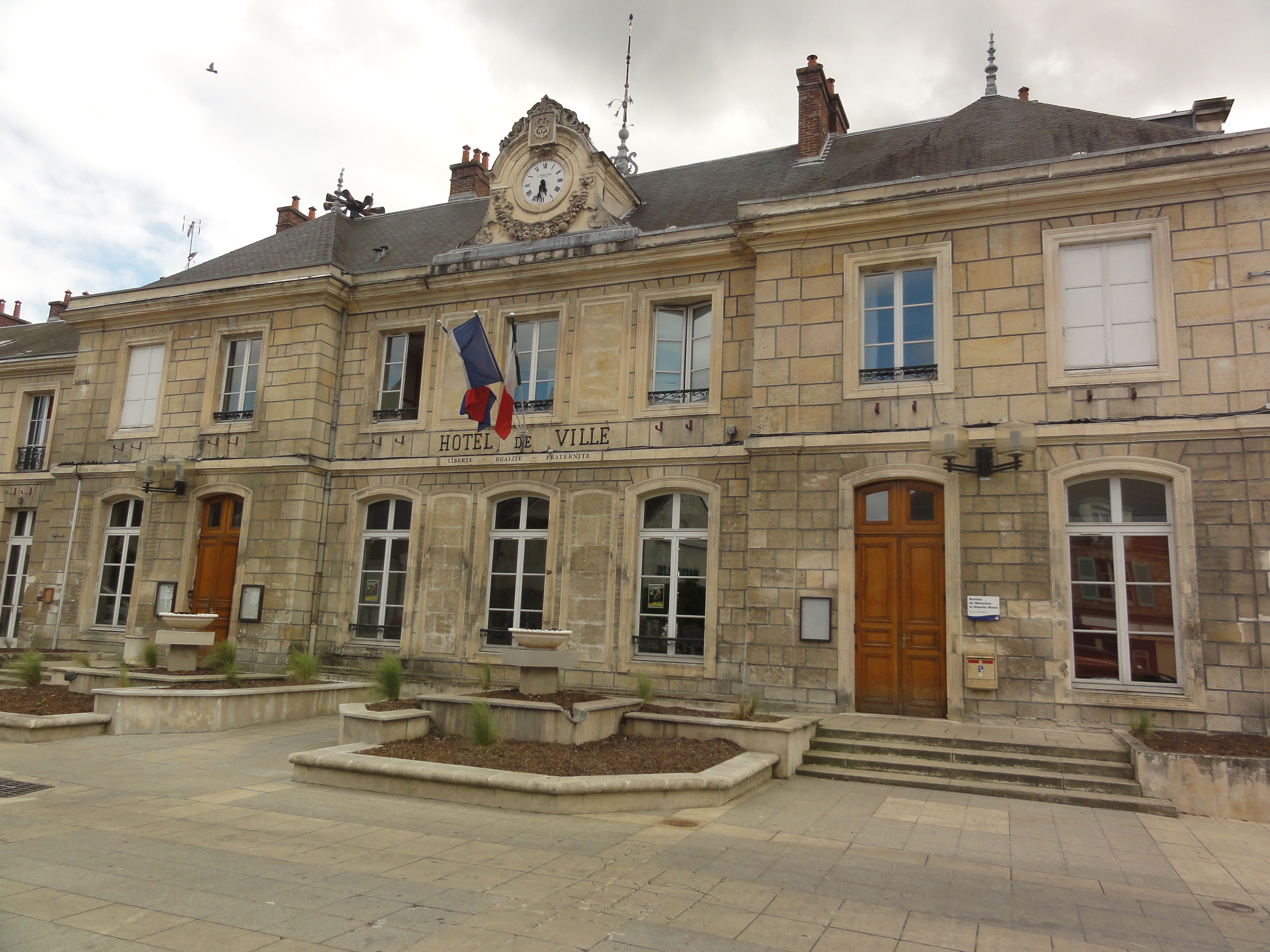
尚布利市政厅

尚布利的现任市长为达维德·拉扎吕先生（David LAZARUS），他是一名左翼无党派人士，在2020年的市政选举中获得了63.09%的支持率。
在2022年的法国总统大选的第二轮选举中，法国极右翼政党国民阵线主席玛丽娜·勒庞在尚布利获得了51.6%的支持率。

## 人口
2022年，尚布利市镇人口数量为9,909，在法国排名第1,052位。其中男性4,769人，女性5,211人，75岁及以上人口占6.7%，外籍人口数量为498人，人口密度为770人/平方公里，当地居民被称为（男性）或（女性）。2015至2021年间，尚布利的人口增长率为–0.1%。2022年，尚布利境内出生109人，死亡人口85人。
| 尚布利1901年－2022年人口变化情况 |
|                                  |
| 数据来源：Cassini、INSEE         |

## 经济
INSEE于2020年将尚布利划入博韦就业区（Zone d'emploi de Beauvais），并又于2022年将其划入佩尔桑生活区（Bassin de vie de Persan）。截至2022年底，尚布利市镇范围内共有活跃企业418家，其中73.4%的员工总数在9人及以下；按照产业分类，当地一、二、三产业占比分别为0.5%、19.9%和79.6%。（大型零售）、（卫浴设备）及（汽车配件销售）是当地2022年已公布营业额最高的三个企业，分别为171,454,812欧元、87,927,010欧元和28,895,411欧元。

## 财政与居民收入
2023年，尚布利的财政收入总额为15,224,220欧元，财政支出总额为14,107,480欧元，当年的债务总额为23,893,350欧元。2023年，尚布利市镇通过增值税获得1,404,280欧元的收入，此外当地还共获得了5,757,660欧元的国家直接财政补助。
| 尚布利居民收入情况                               | 尚布利居民收入情况  | 尚布利居民收入情况  | 尚布利居民收入情况  |
| 内容                                             | 尚布利              | 瓦兹省              | 法國                |
| ------------------------------------------------ | ------------------- | ------------------- | ------------------- |
| 居民平均时薪                                     | 16.6欧元（2022年）  | 16.7欧元（2022年）  | 17欧元（2022年）    |
| 高级职员人均时薪                                 | 25.5欧元（2022年）  | 28.4欧元（2022年）  | 29.1欧元（2022年）  |
| 中级职员人均时薪                                 | 17.3欧元（2022年）  | 17.1欧元（2022年）  | 16.6欧元（2022年）  |
| 普通职员人均时薪                                 | 12.7欧元（2022年）  | 12.5欧元（2022年）  | 12.1欧元（2022年）  |
| 工人人均时薪                                     | 13.6欧元（2022年）  | 13.1欧元（2022年）  | 12.5欧元（2022年）  |
| 贫困率                                           | 11%（2021年）       | 13.4%（2021年）     | 14.5%（2021年）     |
| 青壮年（15至64岁）失业率                         | 10.9%（2021年）     | 12.3%（2021年）     | 10.4%（2021年）     |
| 家庭总数                                         | 4,199（2022年）     | 480（2022年）       | 1,160（2022年）     |
| 征税家庭数量占比                                 | 50.0%（2023年）     | 56%（2022年）       | 44.8%（2022年）     |
| 家庭年均纳税                                     | 2,690欧元（2023年） | 3,080欧元（2022年） | 4,481欧元（2022年） |
| 资料来源：INSEE、L'Internaute、Le Journal du Net |                     |                     |                     |

## 社会事务

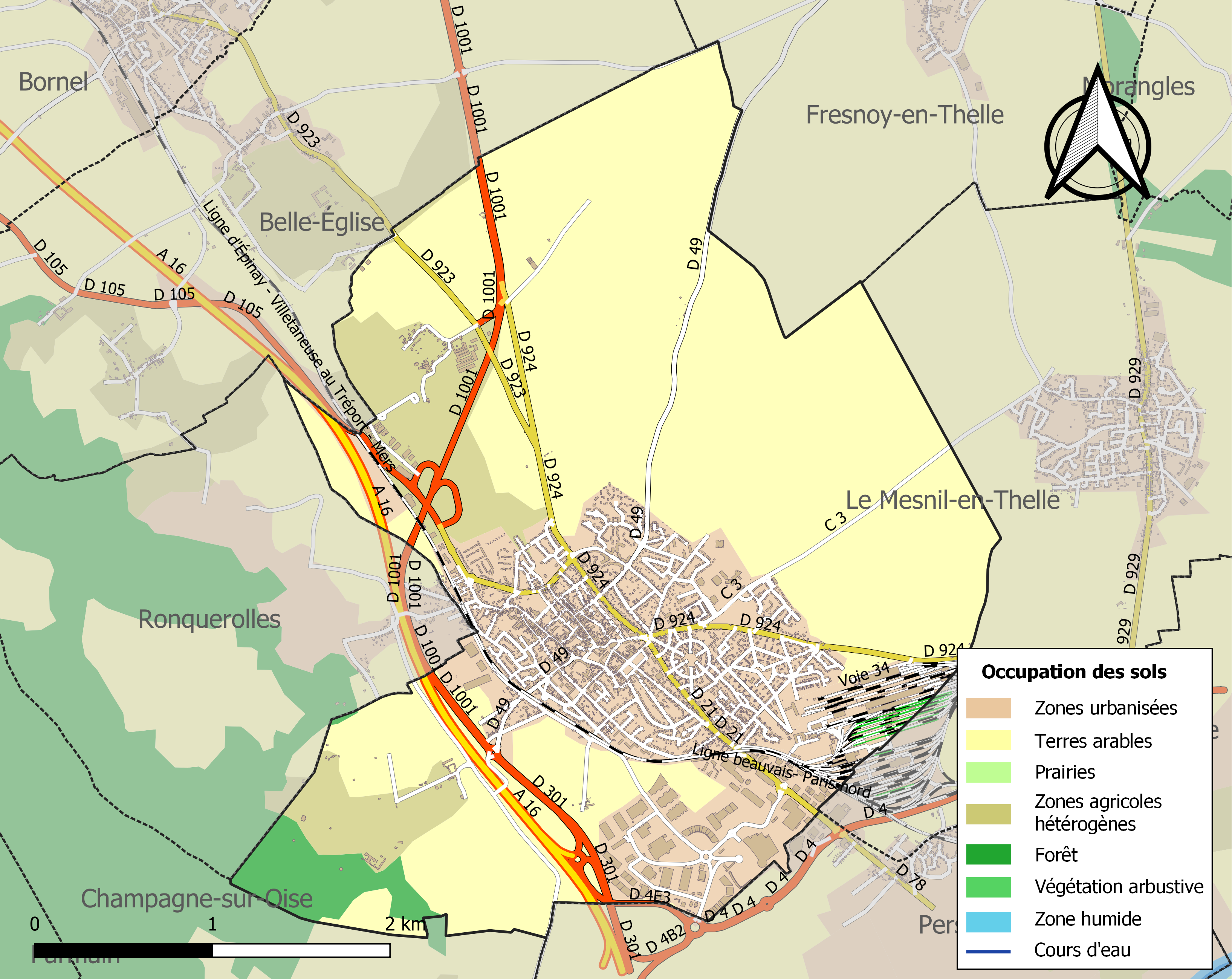
尚布利土地利用情况地图

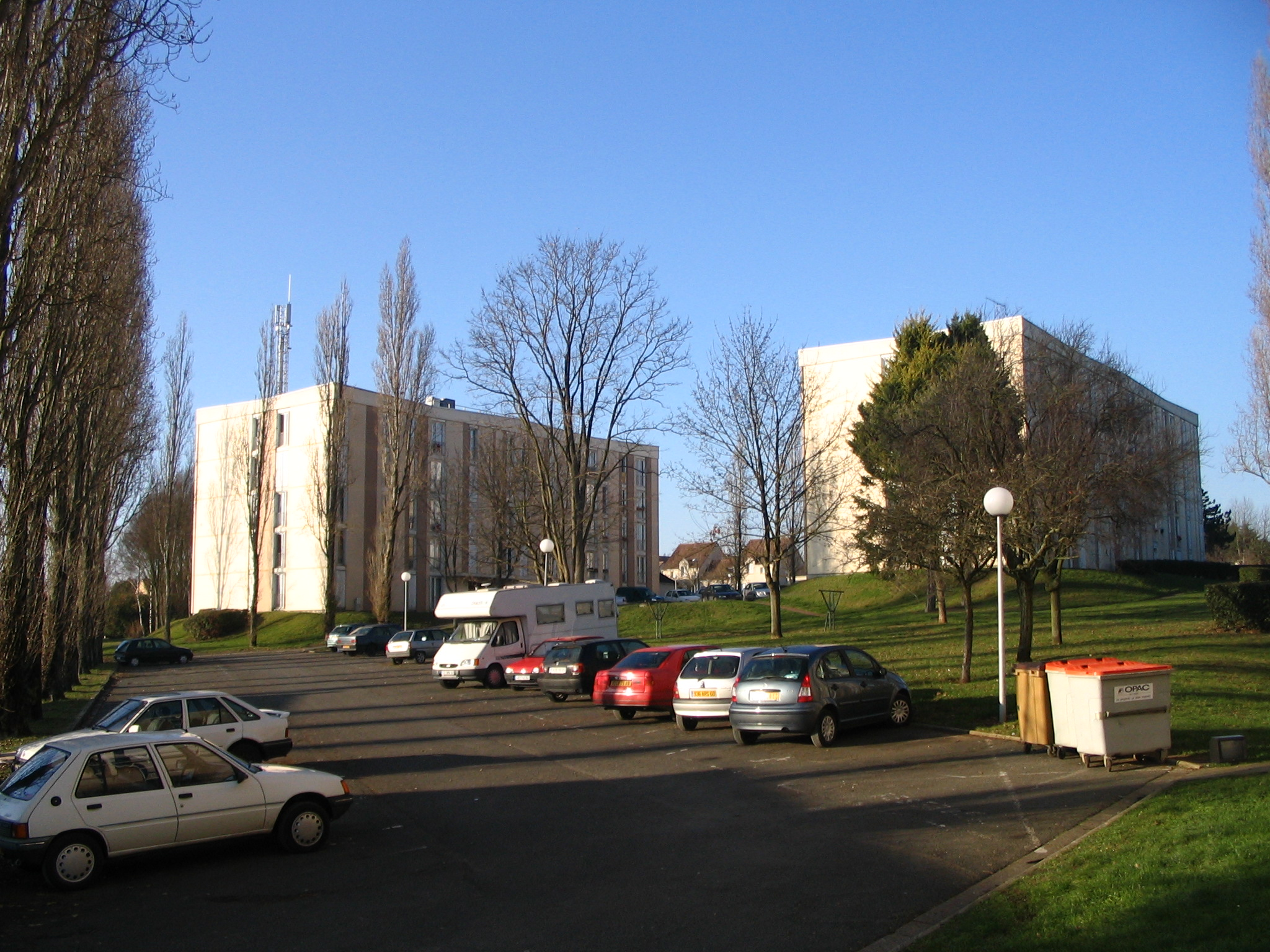
一处集中式居民区

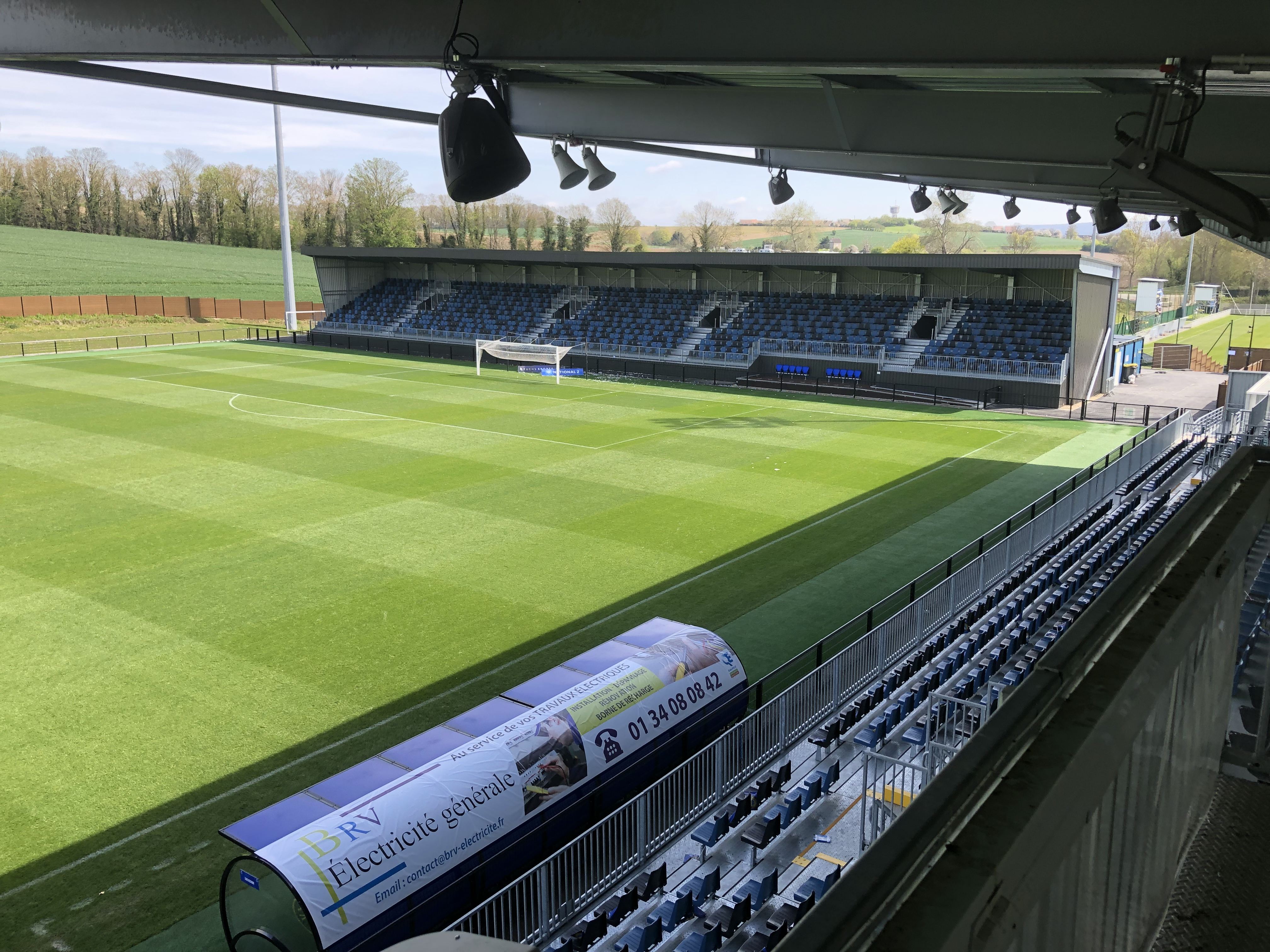
瓦尔特·吕齐球场

### 教育
尚布利属于亚眠学区。截至2023年1月1日，尚布利境内共有2所幼儿园、4所小学和1所初级中学。2022至2023学年度，尚布利境内共有在校中等教育阶段学生599名。

### 医疗
截至2023年1月1日，尚布利境内共有全科医生3名、保健师7名、牙医5名、护士16名、助产士1名、儿科医生1名、药房3家、养老院2家。
距离尚布利最近的区域性医疗机构为西北瓦兹河谷中心医院（Centre Hospitalier Nord-Ouest Val-d’Oise），其下属的瓦兹河畔博蒙病区（Site de Beaumont-sur-Oise）位于瓦兹河畔博蒙市区东北侧，距离尚布利市区的正常车程大约9分钟，该院设有床位729个。

### 住房
2021年，尚布利境内共有各类住房4,599套，其中58.3%为独立式住宅，41.1%为集中式住宅。常住房屋占尚布利市镇范围内居民建筑总量的93.3%。2023年，尚布利的居住税率为18.34%，不动产税率为62.32%（其中空置土地的不动产税率为61.18%）。
在住房保障政策方面，2023年，尚布利境内共有1,870户家庭获得了家庭津贴补助，受益人数占总人口数量的18.9%，其中595份为房租补助。

### 商业
2021年，尚布利境内共有各类实体商铺282家，其中餐厅35家、大型超市4家、杂货店2家、面包房5家、肉铺2家、书店1家、装饰品店1家、银行门店8家、美容美发店16家、汽车维修店30家。尚布利镇中心建有一家G20便民超市，市区南部则建有瓦兹门商业中心（Centre Commercial de la Porte d'Oise），有E.Leclerc、Gifi、C&A、King Jouet等大型商场。

### 体育
2023年，尚布利境内共有1家游泳池、4间体育馆、2座综合体育场、1处网球场、1处马术场、4处足球或橄榄球场以及3处篮球或排球场。
截至2025年4月，尚布利境内共有两家注册足球俱乐部。查貝利足球會（编号536772）是当地的代表性足球队，成立于1989年，其主队2024至2025赛季参加法国全国乙组联赛（法国第四级别），其主场为瓦尔特·吕齐球场。尚贝利足球俱乐部曾参与过三个赛季的法乙联赛，并因其闯进2018法国杯半决赛而闻名。

### 环境
尚布利的环境事务由其所属的泰卢瓦斯市镇公共社区联合各级政府协调负责。2021年，尚布利境内共有1家污染企业。

### 治安
2021年，尚布利市镇范围内共有1处宪兵队。
2023年，尚布利市镇范围内累计记录各类案件463起，其中盗窃类案件200起，人身侵犯类案件151起，毒品交易类案件38起。

## 文化

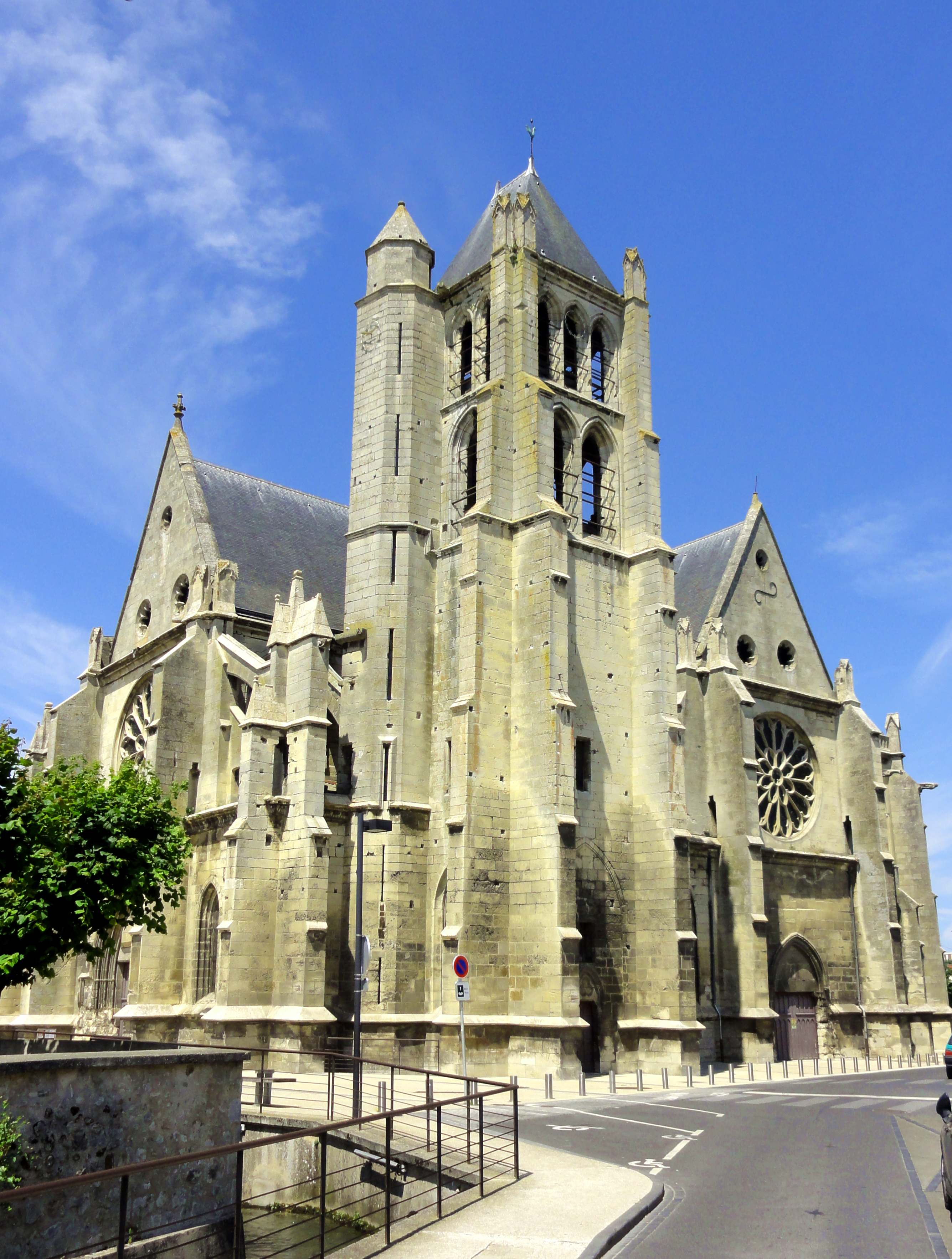
圣母教堂

2023年，尚布利境内共有1家电影院。尚布利境内建有马塞尔·帕尼奥尔市政图书馆（Bibliothèque municipale Marcel-Pagnol），每周二、三、五、六向公众开放。

### 建筑
截至2025年4月，尚布利境内共有5处建筑被列入法国国家文物保护单位，包括圣母教堂、圣奥班小教堂等。

### 旅游
尚布利的旅游事务由其所属的泰卢瓦斯市镇公共社区联合各级政府协调负责。2024年，尚布利境内共有2家酒店共计87间房间。

### 媒体
法国主要的媒体均可在尚布利接收，法国电视三台下属的上法兰西大区频道在部分时段播出尚布利所在瓦兹省的地方新闻。《巴黎人报》、《皮卡第邮报》、Ici皮卡第广播等是当地主要的地方性媒体。

## 友好城市
截至2025年4月，尚布利共与两座城市建立了友好城市关系：
- 義大利 阿卡泰
- 加拿大 Chambly